# Edward R. Burke
Edward Raymond Burke, född 28 november 1880 i Bon Homme County, Dakotaterritoriet, död 4 november 1968 i Kensington, Maryland, var en amerikansk demokratisk politiker. Han representerade delstaten Nebraska i båda kamrarna av USA:s kongress, först i representanthuset 1933-1935 och sedan i senaten 1935-1941.
Burke avlade 1911 juristexamen vid Harvard Law School. Han inledde därefter sin karriär som advokat i Omaha. Han deltog sedan i första världskriget.
Burke efterträdde 1933 Howard M. Baldrige som kongressledamot. Han efterträdde sedan 1935 Richard C. Hunter som senator för Nebraska. Han efterträddes sex år senare av Hugh A. Butler.
Myntade ordspråket "Det enda som behövs för att ondskans makter ska vinna, är att de goda inte gör något"